# Óvárosi városháza (Prága)
Az Óvárosi városháza (csehül: Staroměstská radnice) Prágában, az Óváros tér délnyugati sarkán áll.

## Története

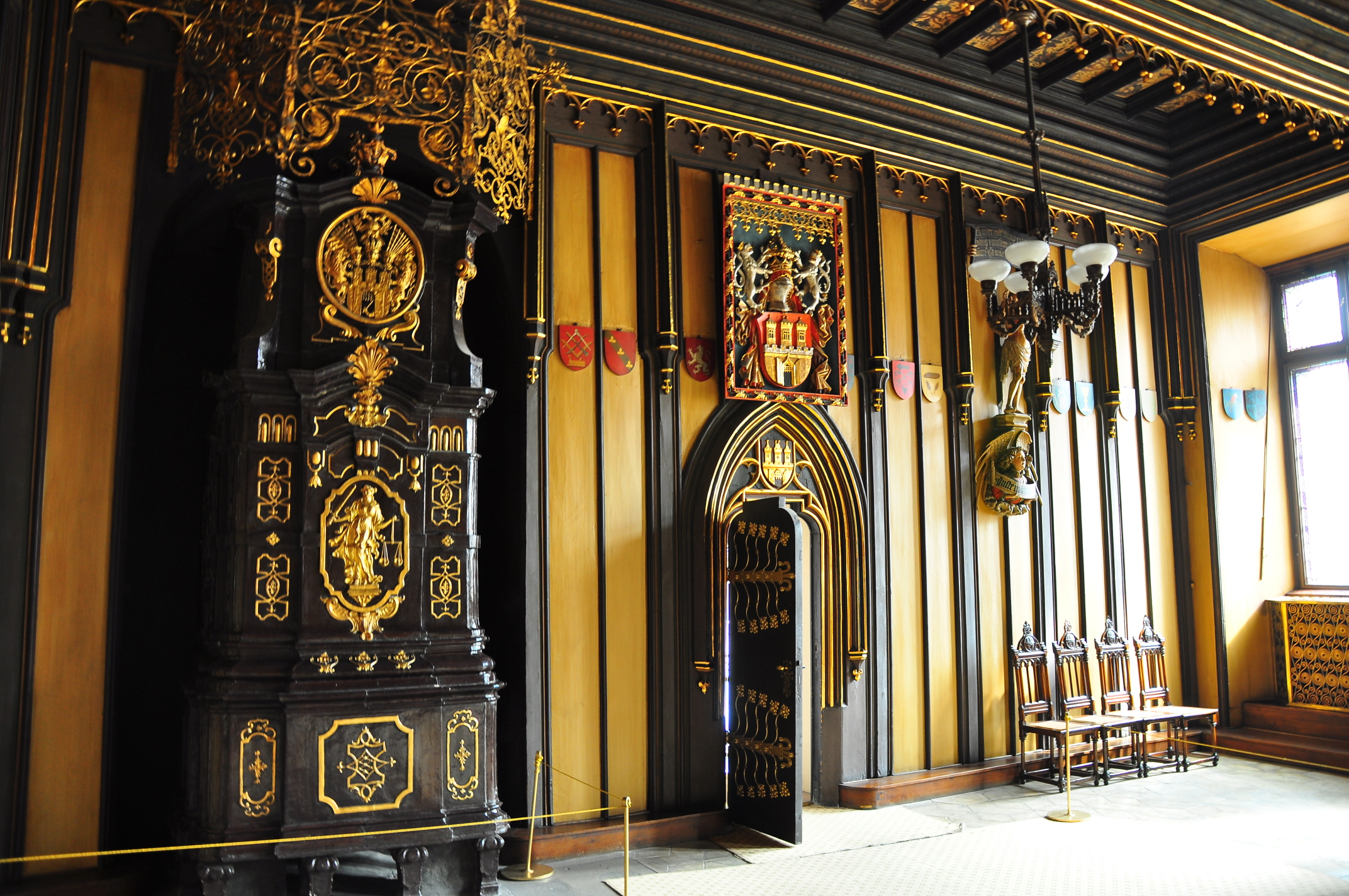
A régi díszterem

### Az épület
1338. szeptember 18-án Luxemburgi János király engedélyezte, hogy a prágai óváros polgárai városházát építsenek. Az építkezést a boradóból finanszírozták. Az épület magja a kora gótikus Wölflin-ház; először ezt alakították át a tanács céljaira. 1360 után a városházát a nyugati oldalon egy második házzal bővítették; ebben kapott helyet az ülésterem. Közel 70 méter magas tornya 1364-ben készült el. A híres prágai építőmester, Peter Parler építette a toronyban az erkélykápolnát, amit 1381-ben avattak fel. Órája, az Orloj 1410 óta működik. 1480 körül készült el a gótikus kapubejárat és a díszes ablak. Mindkettőt Matěj Rejsek művének tartják.
A 19. századig többször bővítették és átépítették.

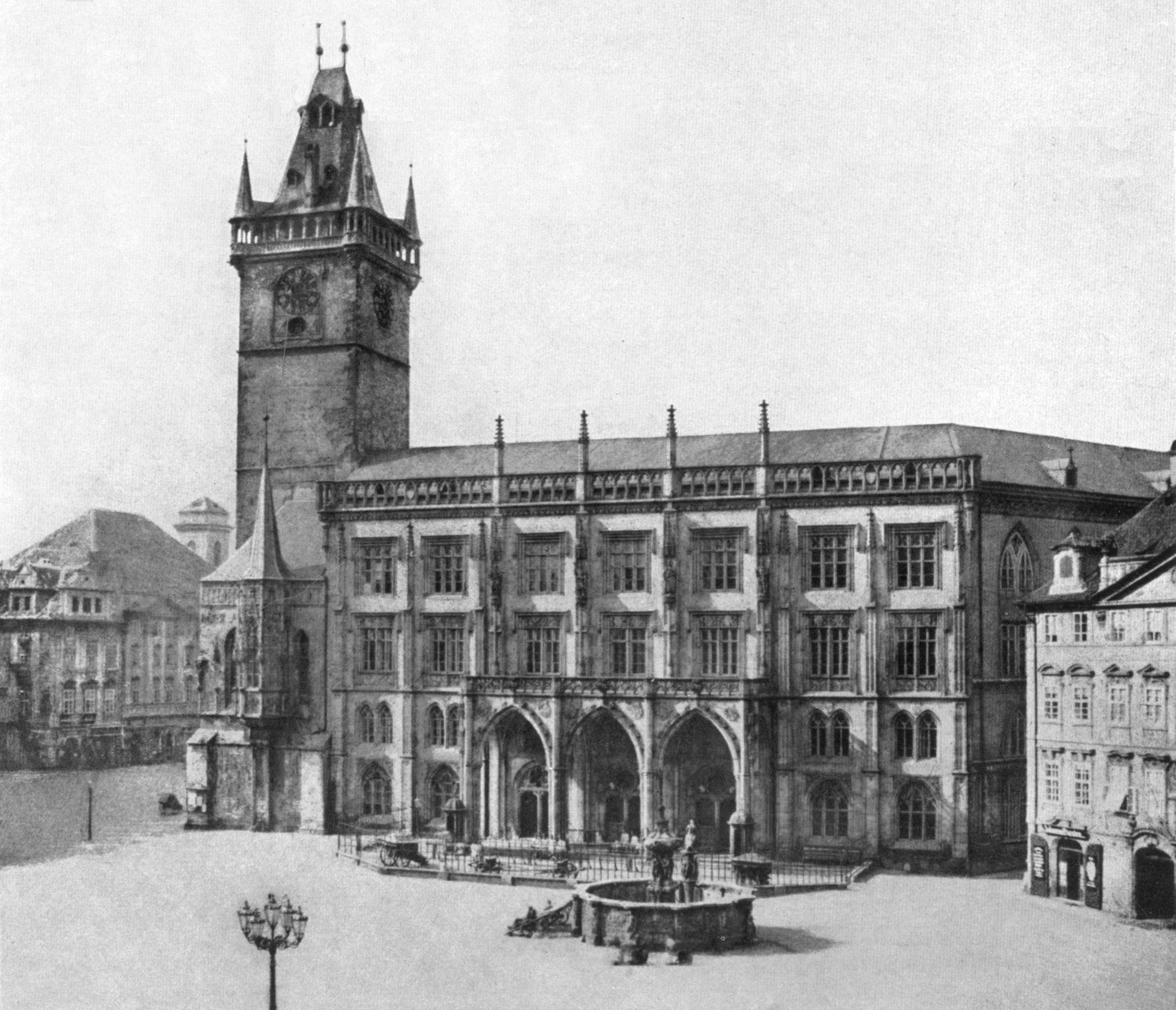
A városháza a második világháború előtt

1838 és 1848 között Peter von Nobile és Paul Sprenger bécsi építészek neogótikus stílusban új keleti szárnyat építettek. Ez az 1945 májusában kitört prágai felkelésben súlyos károkat szenvedett.

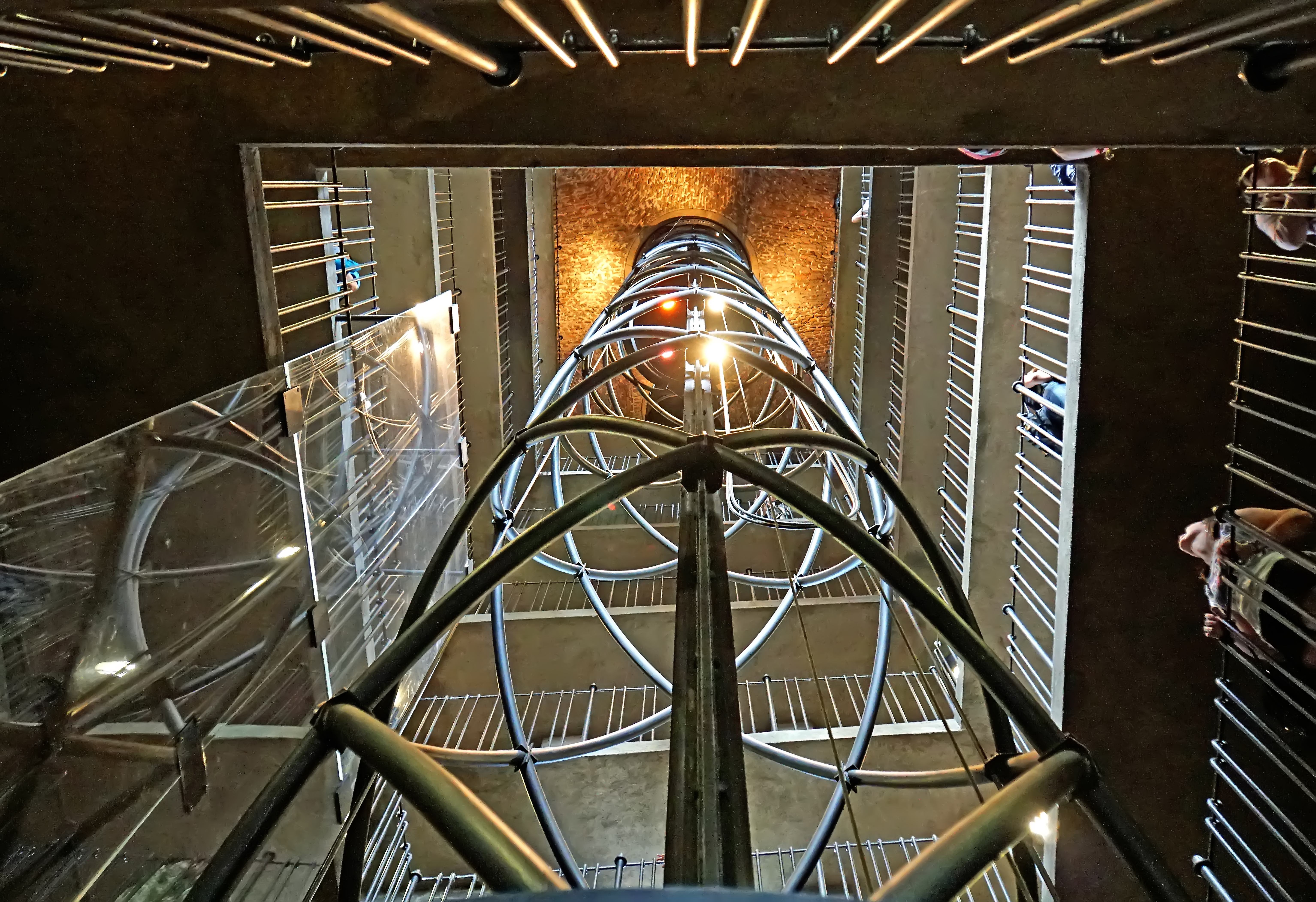
Modern lift a toronyban

Az épületet ezután alaposan felújították. A leégett héttengelyes neogótikus bővítményből hat tengelyt lebontottak. Helyükön ma egy kis park található a felkelésben elesettek emlékművével. A város vezetése 1945-ben az új városházába költözött. A történelmi termek ma látogathatók. A toronyba 2000 óta akadálymentesen felmehetünk lifttel. 2017–2018-ban a városházát és óráját ismét felújították.

### Történelmi események
1422. március 9-én a városháza udvarán végezték ki Jan Želivskýt, a radikális husziták vezetőjét. Husz János prédikátortársának halálára tábla emlékeztet az Orloj tornyának falán.
1621. június 21-én a városháza előtt végezték ki a cseh felkelés 27 vezetőjét. Ma 27 kereszt állít emléket nekik az épület előtti díszburkolat kövei között.
1784-ben az Óvárosi városháza lett az addig négy önálló városból álló egyesített Prága közigazgatási székhelye.

## Az épület

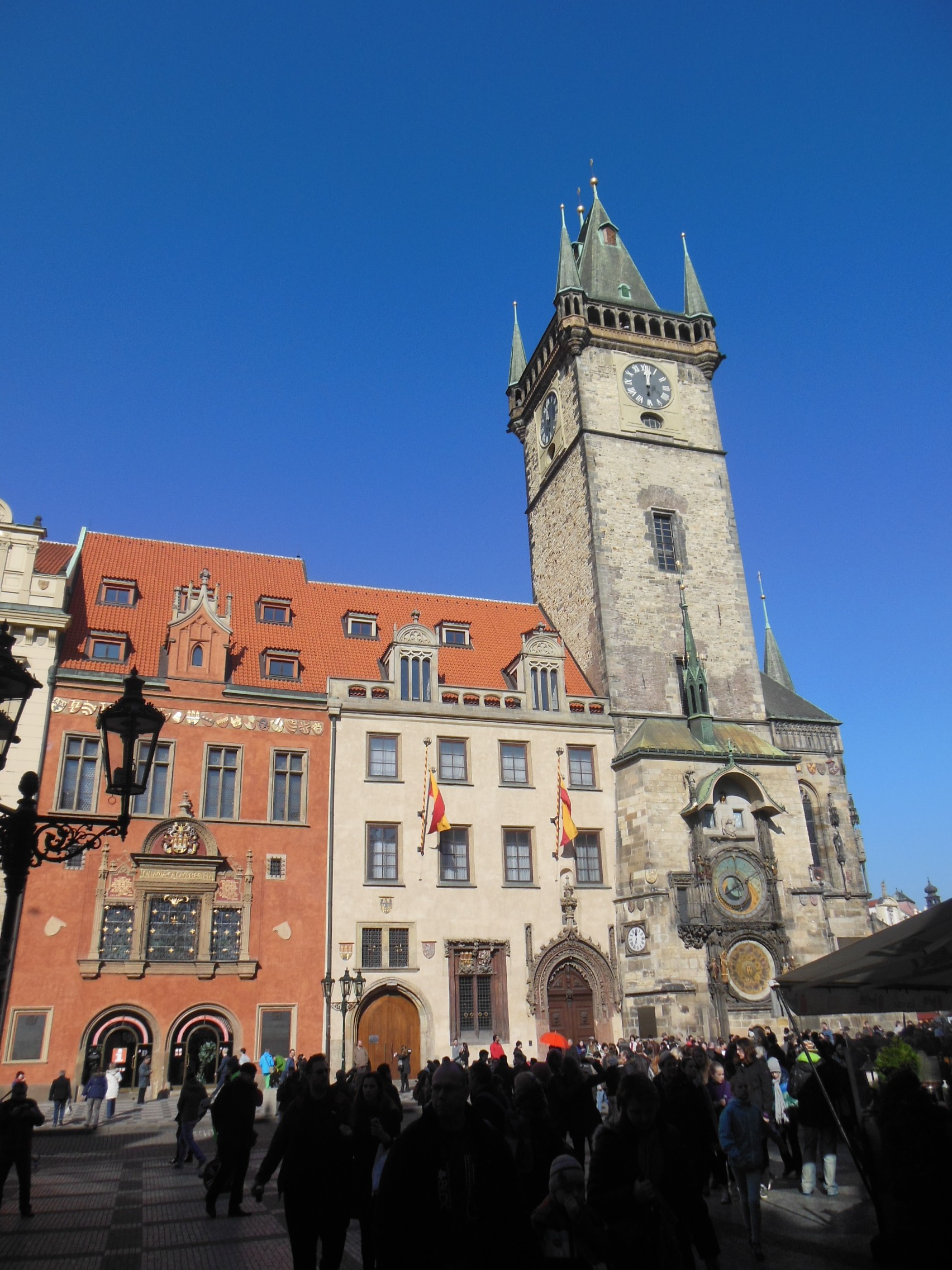
Déli oldala a csillagászati órával (jobbra) és a késő gótikus kapuzattal (középen)

A Szűz Máriának szentelt gótikus erkélykápolna 5/8-os záródású kiugró ablakfülkéjét 1360 körül kezdték építeni. A baldachinok alatti szobrok 19. századiak. Az épület bal sarkában álló Szűz Mária-szobor az 1381-ben készült homokkő figura másolata. Óvárosi Madonna nevet viselő eredetije a Prágai Városi Múzeumban található.
Az épületegyüttes számos történelmi terme közül a legrégibb a 15. században kialakított régi tanácsterem, ahol a városi tanács és a városi bíróság ülésezett. Az értékes történelmi bútorokkal berendezett terem kályhája barokk, gazdagon festett kazettás mennyezete reneszánsz kori. Falait szép szőnyegek díszítik.
Legnagyobb termét, a Brožík-termet 1910-ben tervezte Josef Chochol építész; nevét Václav Brožík nagy, történelmi tárgyú képeiről kapta. Mozaikpadlóját az 1930-as években rakták le.
A torony falán, a kiugró kápolna alatt tábla emlékeztet a téren kivégzett 27 felkelőre. Egy másik tábla Jan Želivský prédikátorról, az 1419-es nemzeti felkelés huszita vezetőjéről emlékezik meg — őt itt, a Tanácsháza udvarán fejezték le 1422. március 9-én. Egy ládika, a Dukla-szorosból hozott föld a két világháború áldozataira emlékeztet.
A városháza alatt egy román-gótikus pincesor húzódik.
Az Orloj csillagászati óra a városháza oldalán mutatja az időt a főbejárat mellett. Az óraművet Mikuláš z Kadaně órásmester készítette Jan Šindel tervei alapján, 1410-ben.
A főbejárat másik oldalát egy ideig Jan Roháč z Dubé huszita harcos szobra őrizte — ezt 1989-ben faragta Alois Sopr; jelenleg a Nyári palota kertjében áll.

## Látogatása
Nyitva:
- márciustól októberig:
  - hétfőnként 11:00–18:00,
  - egyéb napokon 9:00–18:00;
- novembertől februárig:
  - hétfőnként 11:00–17:00,
  - egyéb napokon 9:00–17:00[3]

A vezetett túra áthalad a tanácstermen és a Brožík-termen. A látogatók belülről, az Orloj működése közben nézhetik meg a 12 apostolt, majd leereszkednek a pincesorba.

## Fordítás
- Ez a szócikk részben vagy egészben  az   Altstädter Rathaus (Prag) című német Wikipédia-szócikk ezen változatának fordításán alapul.  Az eredeti cikk szerkesztőit annak laptörténete sorolja fel. Ez a jelzés csupán a megfogalmazás eredetét és a szerzői jogokat jelzi, nem szolgál a cikkben szereplő információk forrásmegjelöléseként.